# Albert Florath
Albert Peter Adam Florath (* 7. Dezember 1888 in Bielefeld; † 11. März 1957 in Gaildorf, Baden-Württemberg) war ein deutscher Schauspieler.

## Leben
Der Sohn des Schlossers und Magazinverwalters Joseph Florath und seiner Ehefrau Mathilde, geb. Burkart, besuchte die Schule in Brakel und das Realgymnasium in Paderborn. Er wurde Amtmannsanwärter in Delbrück, wo er in der Armen-, Kirchen- und Schulabteilung sowie in der Polizeiverwaltung tätig war. In Delbrück sammelte er auch erste Bühnenerfahrungen in Laienspielgruppen örtlicher Vereine.
1908 gab er seine Ämterlaufbahn auf und ging nach München-Schwabing, um sich ganz der Schauspielerei zu widmen. Albert Florath debütierte 1908 als Bühnendarsteller am Hof-Theater in München. Er nahm Schauspiel-Unterricht bei Alois Wohlmut und schrieb nebenher Feuilletonbeiträge.
Nach dem Beginn des Ersten Weltkrieges trat Florath freiwillig ins bayerische Infanterie-Leibregiment ein, war unter anderem Rekrutenausbilder und wurde im Dezember 1916 in Rumänien als Offizierstellvertreter durch Kopfschuss verwundet. Bei Kriegsende war er Leutnant der Reserve. Seine Kriegserlebnisse bewirkten in Florath ein politisches Umdenken, sodass er 1919 zunächst als sozialistischer Abgeordneter an der Bayerischen Nationalversammlung teilnahm. Nach dem Scheitern der bayerischen Räterepublik und dem Mord an Kurt Eisner ging Florath nach Berlin, wo er zwischen 1920 und 1944 dem Ensemble des Staatstheaters angehörte und auch Regie führte. 1938 wurde Albert Florath zum Staatsschauspieler ernannt.
Bereits 1918 gab er sein Debüt beim Film. Mit dem Aufkommen des Tonfilms etablierte sich der Charakterdarsteller Florath im Film mit zumeist kauzigen und bisweilen schrulligen, aber herzlichen Typen. So spielte er in Literaturverfilmungen wie Döblins Berlin Alexanderplatz, Hauptmanns Biberpelz und Ibsens Nora, in Dramen wie Friedrich Schiller – Triumph eines Genies (neben Horst Caspar), in Komödien wie Die Feuerzangenbowle, aber auch in propagandistischen Filmen wie Ich klage an, Junge Adler und in Jud Süß. Florath stand 1944 in der Gottbegnadeten-Liste des Reichsministeriums für Volksaufklärung und Propaganda.
Nach dem Krieg kehrte er zu anspruchsvollen Rollen zurück, unter anderem in Liebe 47 (nach Wolfgang Borcherts Drama Draußen vor der Tür) und neben Curt Goetz in dessen Frauenarzt Dr. Prätorius und Das Haus in Montevideo. Daneben übernahm er Rollen in Heimatfilmen wie Moselfahrt aus Liebeskummer und Wenn der weiße Flieder wieder blüht (Romy Schneiders erstem Film).
Seine letzte Bühnenstation führte ihn schließlich nach Stuttgart. 1957 starb er mit 68 Jahren völlig verarmt in der Kleinstadt Gaildorf. In der Gemeinde Gschwend wurde nach Albert Florath eine Straße im Ortsteil Schlechtbach benannt, wo er auch beerdigt ist. Florath lebte von 1938 bis zu seinem Tod in Schlechtbach. Seit 2011 trägt auch eine Straße in Floraths Geburtsstadt Bielefeld seinen Namen.

## Filmografie (Auswahl)
- 1921: Danton
- 1926: Die letzte Droschke von Berlin
- 1927: Gehetzte Frauen
- 1928: Schinderhannes
- 1929: Napoleon auf St. Helena
- 1929: Der lustige Witwer
- 1931: Berlin – Alexanderplatz
- 1931: Der Hauptmann von Köpenick
- 1933: Das Meer ruft
- 1933: Reifende Jugend
- 1934: Der schwarze Walfisch
- 1934: Liebe, Tod und Teufel
- 1934: Herz ist Trumpf
- 1934: Ein Kind, ein Hund, ein Vagabund
- 1935: Das Mädchen Johanna
- 1935: Kirschen in Nachbars Garten
- 1936: Donogoo Tonka
- 1936: Glückskinder
- 1936: Donner, Blitz und Sonnenschein
- 1936: Boccaccio
- 1936: Eine Frau ohne Bedeutung
- 1936: Weiße Sklaven
- 1937: Kapriolen
- 1937: Der Biberpelz
- 1937: Ein Volksfeind
- 1937: Unter Ausschluß der Öffentlichkeit
- 1938: Die Umwege des schönen Karl
- 1938: Yvette
- 1938: Fünf Millionen suchen einen Erben
- 1938: Fortsetzung folgt
- 1939: Der Gouverneur
- 1939: Im Namen des Volkes
- 1939: Paradies der Junggesellen
- 1939: Eine Frau wie Du
- 1939: Hurra! Ich bin Papa!
- 1939: Die Reise nach Tilsit
- 1940: Lauter Liebe
- 1940: Angelika
- 1940: Wunschkonzert
- 1940: Der Fuchs von Glenarvon
- 1940: Das Herz der Königin
- 1940: Friedrich Schiller – Triumph eines Genies
- 1940: Die Rothschilds
- 1940: Jud Süß
- 1940: Der dunkle Punkt
- 1941: Männerwirtschaft
- 1941: Am Abend auf der Heide
- 1941: Der Weg ins Freie
- 1941: Friedemann Bach
- 1941: Ich klage an
- 1941: Clarissa
- 1941: Jakko
- 1942: Himmelhunde
- 1942: Symphonie eines Lebens
- 1942: Stimme des Herzens
- 1942: Diesel
- 1942: Ein Walzer mit Dir
- 1943: Wenn die Sonne wieder scheint
- 1943: Immensee
- 1943: Um 9 kommt Harald
- 1944: Die Feuerzangenbowle
- 1944: Nora
- 1944: Junge Adler
- 1944: Junge Herzen
- 1944: Seinerzeit zu meiner Zeit
- 1944: Das Leben ruft
- 1944: Das kleine Hofkonzert
- 1945: Via Mala
- 1945: Der Puppenspieler (unvollendet)
- 1945: Sag’ die Wahrheit (unvollendet)
- 1945: Shiva und die Galgenblume (unvollendet)
- 1949: Liebe 47
- 1949: Verführte Hände
- 1949: Derby
- 1949: Frauenarzt Dr. Prätorius
- 1950: Schatten der Nacht
- 1950: Dieser Mann gehört mir
- 1950: Export in Blond
- 1950: Gabriela
- 1950: Hochzeitsnacht im Paradies
- 1951: Professor Nachtfalter
- 1951: Das Haus in Montevideo
- 1951: Das gestohlene Jahr
- 1951: Was das Herz befiehlt
- 1952: Der eingebildete Kranke
- 1952: Toxi
- 1952: Einmal am Rhein
- 1952: Wenn abends die Heide träumt
- 1952: Rosen blühen auf dem Heidegrab
- 1952: Heimatglocken
- 1953: Moselfahrt aus Liebeskummer
- 1953: Wenn der weiße Flieder wieder blüht
- 1953: Keine Angst vor großen Tieren
- 1953: Südliche Nächte
- 1953: Dein Herz ist meine Heimat
- 1954: Sanatorium total verrückt
- 1954: Hochzeitsglocken
- 1954: Ännchen von Tharau
- 1954: Columbus entdeckt Krähwinkel
- 1954: Der schweigende Engel
- 1954: Die schöne Müllerin
- 1955: Zwei blaue Augen
- 1955: Die spanische Fliege
- 1955: Die Herrin vom Sölderhof
- 1955: Unternehmen Schlafsack
- 1955: Das Forsthaus in Tirol
- 1955: Der dunkle Stern
- 1956: Mädchen mit schwachem Gedächtnis
- 1956: Skandal um Dr. Vlimmen
- 1956: Ein Herz kehrt heim
- 1956: Drei Birken auf der Heide
- 1956: Das Dorf in der Heide
- 1956: Kirschen in Nachbars Garten
- 1956: Wenn wir alle Engel wären

## Theater
- 1928: Carl Rössler: Die beiden Seehunde (Kurfürst Harun al Raschid) – Regie: Emil Rameau (Schiller Theater Berlin)
- 1930: William Shakespeare: Liebes Leid und Lust (Spanier) – Regie: Jürgen Fehling (Staatliches Schauspielhaus Berlin)
- 1930: Lion Feuchtwanger: Wird Hill amnestiert? – Regie: Leopold Jessner (Staatliches Schauspielhaus Berlin)
- 1930: George Ciprian: Der Mann mit dem Klepper (Schuldirektor) – Regie: Ernst Legal (Schiller Theater Berlin)
- 1932: Sigmund Graff: Die endlose Straße – Regie: Leopold Lindtberg (Schiller Theater Berlin)
- 1933: Richard Billinger: Rosse – Regie:Leopold Jessner (Staatliches Schauspielhaus Berlin)
- 1933: Paul Ernst: Der heilige Crispin (Diokletian) – Regie: Jürgen Fehling (Staatliches Schauspielhaus Berlin)
- 1934: Sigmund Graff: Die Heimkehr des Matthias Bruck (Alter Knecht) – Regie: Lothar Müthel (Staatliches Schauspielhaus Berlin)
- 1938: Heinrich von Kleist: Das Käthchen von Heilbronn – Regie: Jürgen Fehling (Staatliches Schauspielhaus Berlin)
- 1941: Franz Grillparzer: König Ottokars Glück und Ende – Regie: Hans Schalla (Staatliches Schauspielhaus Berlin)
- 1941: Pius Alexander Wolff: Preciosa – Regie: Jürgen Fehling (Staatliches Schauspielhaus Berlin)
- 1950: Curt Goetz:  Das Haus in Montevideo (Pastor) – Regie: Hans Wöllfer (Renaissance-Theater Berlin)